# Hallur Hansson
Hallur Hansson (Tórshavn, 8 de julio de 1992) es un futbolista feroés que juega en la demarcación de centrocampista para el KÍ Klaksvik de la Primera División de las Islas Feroe.

## Selección nacional
Tras jugar con la selección de fútbol sub-15 de Islas Feroe, la sub-17, la sub-19 y la sub-21, finalmente hizo su debut con la selección absoluta el 15 de agosto de 2012 en un partido amistoso contra Islandia que finalizó con un resultado de 2-0 a favor del combinado islandés tras un doblete de Kolbeinn Sigþórsson.

### Goles internacionales
| # | Fecha                   | Estadio                                    | Oponente   | Gol | Resultado | Competición                                          |
| - | ----------------------- | ------------------------------------------ | ---------- | --- | --------- | ---------------------------------------------------- |
| 1 | 11 de octubre de 2013   | Tórsvøllur, Tórshavn, Islas Feroe          | Kazajistán | 1–0 | 1-1       | Clasificación para la Copa Mundial de Fútbol de 2014 |
| 2 | 19 de noviembre de 2013 | Estadio Nacional Ta' Qali, Ta' Qali, Malta | Malta      | 3-1 | 3-2       | Amistoso                                             |
| 3 | 1 de marzo de 2014      | Estadio Victoria, Gibraltar                | Gibraltar  | 1-3 | 1–4       | Amistoso                                             |
| 4 | 13 de junio de 2015     | Tórsvøllur, Tórshavn, Islas Feroe          | Grecia     | 1-0 | 2–1       | Clasificación para la Eurocopa 2016                  |
| 5 | 7 de septiembre de 2018 | Tórsvøllur, Tórshavn, Islas Feroe          | Malta      | 3-1 | 3–1       | Liga de Naciones de la UEFA 2018-19                  |

## Clubes
| Club           | País        | Año       | Partidos | Goles |
| -------------- | ----------- | --------- | -------- | ----- |
| Aberdeen F. C. | Escocia     | 2008-2011 | 1        | 0     |
| HB Tórshavn    | Islas Feroe | 2011-2012 | 35       | 8     |
| Aalborg BK     | Dinamarca   | 2012-2014 | 5        | 0     |
| Víkingur Gøta  | Islas Feroe | 2014      | 37       | 10    |
| Vendsyssel FF  | Dinamarca   | 2014-2016 | 45       | 6     |
| AC Horsens     | Dinamarca   | 2016-2021 | 156      | 19    |
| Vejle Boldklub | Dinamarca   | 2021      | 8        | 1     |
| KR Reykjavík   | Islandia    | 2022      | 25       | 3     |
| KÍ Klaksvik    | Islas Feroe | 2023-     | 41       | 4     |